# Trường Cao đẳng Nông Lâm Thanh Hóa
Trường Cao đẳng Nông Nghiệp Thanh Hóa (tên viết tiếng Anh: THANH HOA COLLEGE OF AGRICULTURE) là trường cao đẳng công lập trực thuộc quản lý của Ủy ban nhân dân tỉnh Thanh Hóa. Trường được thành lập ngày 17/03/2014 theo quyết định số 939/QĐ-BGDĐT trên cơ sở nâng cấp trường Trung cấp Nông Lâm Thanh Hóa. Trường có nhiệm vụ đào tạo phát triển nguồn nhân lực và hợp tác nghiên cứu khoa học kỹ thuật trong lĩnh vực Nông lâm nghiệp trên địa bàn Thanh Hóa và các tỉnh miền Bắc. Chương trình đào tạo và nghiên cứu của trường theo sự quản lý của Ủy Ban Nhân dân tỉnh Thanh Hóa

## Các phòng ban
- Phòng Tổ chức hành chính[2]
- Phòng Quản trị, Đào tạo và Quản lý hoc sinh, sinh viên
- Phòng Khoa học công nghệ và Hợp tác quốc tế
- Phòng Kế hoạch - Tài chính
- Phòng thanh tra - Kiểm định CLĐT

## Các khoa chuyên môn
- Tổ bộ môn Ngoại ngữ - Tin học
- Khoa Nông Lâm Nghiệp
- Khoa Cơ điện
- Khoa Công nghệ thúy sản
- Khoa Kinh tế

## Các chuyên ngành đào tạo
Bậc đại học (liên kết đào tạo hệ vừa học vừa làm)
- Trồng trọt
- Chăn nuôi - Thú y
- Lâm nghiệp
- Nông lâm kết hợp
- Quản lý kinh tế

Bậc cao đẳng
- Khoa học cây trồng
- Chăn nuôi - Thú y
- Lâm nghiệp
- Quản lý đất đai
- Kế toán doanh nghiệp

Bậc trung cấp
- Trồng trọt và bảo vệ thực vật
- Chăn nuôi - Thú y
- Lâm nghiệp
- Quản lý đất đai
- Kế toán doanh nghiệp